# Danio Bardi
Danio Bardi (Scandicci, 23 mei 1937 – Florence, 9 juli 1991) was een Italiaans waterpolospeler.
Danio Bardi nam als waterpoloër tweemaal deel aan de Olympische Spelen; in 1960 en 1964. In 1960 veroverde Italië het goud. Bardi speelde zes wedstrijden en scoorde twee goals. In 1964 eindigde Italië als vierde. Hij speelde vijf wedstrijden.